# 邪施縣
邪施縣是唐代播州所屬的一個縣，貞觀九年（《新唐書》作元年），分置，屬郎州，十一年省，十三年復置，十四年改名羅為縣。。在今遵義。